# Bellwald
Bellwald (gsw. Beuwaud) – miejscowość i gmina (Politische Gemeinde) w południowej Szwajcarii, w kantonie Valais, w okręgu (Bezirk) Goms. Leży nad Rodanem.
Gmina została po raz pierwszy wspomniana w dokumentach w 1273 roku jako Beliwalt oraz w 1293 roku jako Belwalt. Imię pochodziło wtedy od góry, u których podnóży leżała wioska. W 1374 roku gmina została wspomniana jako Zblattun.

## Demografia
W Bellwaldzie 31 grudnia 2021 roku mieszkało 350 osób. W 2021 roku 12,9% populacji gminy stanowiły osoby urodzone poza Szwajcarią.
W 2000 roku 87,8% populacji mówiło w języku niemieckim, 3,7% w języku serbsko-chorwackim, a 2,8% w języku albańskim.

Zmiany w liczbie ludności są przedstawione na poniższym wykresie:

## Transport
Przez teren gminy przebiega droga główna nr 19. 